# 더 스트롱맨 시즌2 : 형들의 전쟁
《더 스트롱맨 시즌2 : 형들의 전쟁》은 2021년에 유튜브에서 방송된 스트롱맨 발굴 프로그램이다.